# Jed Harris
Pour les articles homonymes, voir Harris.
Jed Harris, de son vrai nom Jacob Hirsch Horowitz, est un producteur de théâtre, de cinéma et de télévision, et un scénariste américain d'origine autrichienne né le 25 février 1900 à Lemberg (en Autriche-Hongrie) et mort le 15 novembre 1979 à New York (État de New York).

## Biographie
Jacob Hirsch Horowitz naît à Lemberg, une ville faisant partie de l'Empire austro-hongrois. Ses parents meurent lors du pogrom de novembre 1918. En 1920 il émigre aux États-Unis et prend le nom de Jed Harris. Il devient par la suite un des principaux producteurs de Broadway.

## Théâtre
- 1925 : Weak Sisters, production
- 1926 : Broadway, production
- 1926 : Love 'em and Leave 'em, production
- 1927 : The Royal Family, production
- 1927 : Coquette, production
- 1927 : Spread Eagle, production
- 1928 : The Front Page, production
- 1929 : Serena Blandish, production
- 1930 : Mr. Gilhooley, mise en scène, production
- 1930 : Oncle Vania, mise en scène, production
- 1931 : Wonder Boy, mise en scène, production
- 1931 : The Wiser They Are, mise en scène, production
- 1931 : The Inspector General, mise en scène, production
- 1932 : The Fatal Alibi, production
- 1933 : The Lake, production
- 1933 : The Green Bay Tree, mise en scène, production
- 1935 : Life's Too Short, mise en scène, production
- 1936 : Spring Dance, mise en scène, production
- 1937 : Une maison de poupée, mise en scène, production
- 1938 : Our Town, mise en scène, production
- 1943 : The World's Full of Girls, production
- 1943 : Dark Eyes, mise en scène, production
- 1945 : One-Man Show, mise en scène, production
- 1946 : Loco, mise en scène, production
- 1946 : Apple of His Eye, mise en scène, production
- 1947 : The Heiress, mise en scène
- 1948 : Red Gloves, mise en scène
- 1949 : The Traitor, mise en scène, production
- 1953 : The Crucible, mise en scène
- 1956 : Child of Fortune, mise en scène, production

## Filmographie
- 1950-1951 : The Billy Rose Show (production - 25 épisodes)
- 1951 : Miracle à Tunis de Richard Brooks (histoire originale)
- 1954 : Les Gens de la nuit de Nunnally Johnson (histoire originale)
- 1956 : Rapaces (en) de Fielder Cook (production)
- 1957 : Le Bal des cinglés de Richard Quine (production et scénario)

## Distinctions
Récompenses
- Inscrit en 1981 à l'American Theater Hall of Fame (en)

Nominations
- Oscars du cinéma 1955 : Oscar de la meilleure histoire originale pour Les Gens de la nuit
- Writers Guild of America Awards 1958 : Meilleur comédie pour Le Bal des cinglés

## Crédits
- (de) Cet article est partiellement ou en totalité issu de l’article de Wikipédia en allemand intitulé « Jed Harris » (voir la liste des auteurs).